# Gabriella Wildeová
Gabriella Wildeová (vlastním jménem Gabriella Zanna Vanessa Anstruther-Gough-Calthorpe, * 8. dubna 1989, Basingstoke, Hampshire) je anglická herečka a modelka.

## Životopis
Po otci pochází ze šlechtického rodu Gough-Calthorpe, její matka byla modelka Vanessa Hubbardová. Má mladší sestru a pět nevlastních sourozenců. Absolvovala prestižní školu St Swithun's School.

## Kariéra
Ve 14 letech začala s kariérou modelky, když se připojila k agentuře Naomi Campbell Premier Model Management a pracovala pro značky včetně L.K.Bennett, Lacoste, Abercrombie & Fitch, Burberry, Topshop a pózovala pro časopisy Cosmopolitan a Vogue.
V prosinci 2009 získala roli ve filmu Kolej Sv. Trajána 2: Legenda o zlatu rodu Frittonů. V květnu 2010 se objevila v epizodě seriálu stanice BBC Pán času. V prosinci 2010 byla obsazena do role Constance Bonnacieuxovou v adaptaci Tří mušketýrů, kterou režíroval Paul W. S. Anderson. Film měl premiéru v říjnu roku 2011 a vydělal přes 132 milionů dolarů po celém světě.
V březnu 2012 byla obsazena do pilotní epizody stanice ABC Dark Horse. Seriál však nebyl vybrán pro jejich sezonu 2012-13. Ten samý rok se objevila v krátkém filmu II Maestro a ve filmu nazvaném Squatters.
Další významná role přišla s remakem filmu Carrie, po boku s Julianne Moore a Chloë Grace Moretz. V roce 2011 zářila po boku Alexa Pettyfera ve filmu Nekonečná láska.

## Osobní život
Gabriella se provdala za muzikanta Alana Pownalla 13. září 2014. Jejich syn Sasha Blue Pownall se narodil 3. února 2014.